# Spatholobus persicinus
Spatholobus persicinus är en ärtväxtart som beskrevs av Henry Nicholas Ridley. Spatholobus persicinus ingår i släktet Spatholobus och familjen ärtväxter. Inga underarter finns listade i Catalogue of Life.